# Methlach
Methlach is een plaats in de Duitse gemeente Dietenhofen, deelstaat Beieren, en telt 6 inwoners.